# Галицькі леви-Спорт
«Галицькі леви — спорт» — громадсько-спортивний клуб міста Тернополя та однойменна команда з вільної боротьби, якою він опікується.
Заснований у квітні 1997. Президент клубу — майстер спорту з вільної боротьби С. Цимбал.
Команда «Галицькі леви» — призер багатьох міжнародних, всеукраїнських і міжвідомчих змагань, від 2002 виступала у чемпіонаті України серед клубних колективів суперліги.
На базі ЗОШ № 23 від вересня 2001 функціонує спецклас із вільної (тренер В. Красовський) та греко-римської (тренер А. Телебан) боротьби; його відвідують 22 спортсмени.
На міжнародному турнірі з вільної боротьби (2002, м. Брест, Білорусь) 6 із них вибороли нагороди.